# Liste der Denkmale in den Ortsteilen und Bodendenkmale von Gotha
Diese Denkmalliste der Stadt Gotha der Orte Boilstädt, Siebleben, Sundhausen, Uelleben und Töpfleben sowie der Bodendenkmale ist auf dem Stand vom 28. Mai 2009 und sollte gemäß dem Gesetz zur Pflege und zum Schutz der Kulturdenkmale im Land Thüringen (ThürDSchG) in der geltenden Fassung vom 18. Dezember 2018 die Kulturdenkmale dieser Gegend enthalten. Die veröffentlichte Denkmalliste der Stadt Gotha ist jedoch unvollständig und fehlerhaft. Das war sie schon zum Zeitpunkt der Veröffentlichung im Jahr 2009. Eine aktuelle Unterrichtung durch Bekanntmachung entsprechend ThürDSchG § 5 ist seit dem Jahr 2009 nicht mehr erfolgt, da Auskunft zu den Denkmalen nur unzureichend gegeben wird und Denkmalensembles (Parkanlagen und der Leinakanal) unter Verstoß gegen das Denkmalschutzgesetz als Einzeldenkmal gebucht sind. Auch die untere Denkmalschutzbehörde Gotha führt daher keinen aktuellen Auszug aus dem Denkmalbuch, so wie es im ThüDSchG § 5 Absatz 3 festgelegt ist.
Darüber Hinaus wurde im Januar 2025 die Denkmalliste von Thüringen eingearbeitet und die Einträge via Wikidata referenziert.

## Boilstädt
| Bild                           | Bezeichnung                                                                                           | Lage                        | Datierung | Beschreibung | ID |
| ------------------------------ | --- | --------------------------- | --------- | ------------ | -- |
| weitere Bilder Fotos hochladen | Evangelische Pfarrkirche „Zur Himmelspforte“ mit künstlerischer Ausstattung, Kirchhof und Einfriedung | Kirchstraße 16 (Karte)      |           |              |    |
| weitere Bilder Fotos hochladen | Galopprennbahn Boxberg                                                                                | Auf dem Boxberg (Karte)     |           |              |    |
| Fotos hochladen                | Wohnhaus                                                                                              | Boilstädter Platz 1 (Karte) |           |              |    |

## Siebleben
| Bild                           | Bezeichnung | Lage                        | Datierung | Beschreibung | ID |
| ------------------------------ | --- | --------------------------- | --------- | --- | -- |
| weitere Bilder Fotos hochladen | Evangelische Pfarrkirche „St. Helena“ mit künstlerischer Ausstattung, Kirchhof und Einfriedung                                        | (Karte)                     |           | |    |
| weitere Bilder Fotos hochladen | ehemaliges Schloss Mönchhof mit Parkanlagen und Teichen                                                                               | (Karte)                     |           | |    |
| Fotos hochladen                | Wohnhaus mit Remise und Garten | Mönchallee 14 (Karte)       |           | |    |
| Fotos hochladen                | Wohnhaus mit Scheune | Oberstraße 9 (Karte)        |           | |    |
| Fotos hochladen                | ehemalige Schule | Weimarer Straße 138 (Karte) |           | |    |
| Fotos hochladen                | „Haus zur guten Schmiede“, Wohnhaus von Gustav Freytag (1816–1895) und Sylvius Friedrich von Frankenberg und Ludwigsdorff (1728–1815) | Weimarer Straße 145 (Karte) |           | (Das abgebildete Gebäude ist der ehemalige Gartenpavillon des Wohnhauses. Ein aktuelles Foto des Wohnhauses wird in Kürze nachgeliefert.) |    |

## Sundhausen
| Bild                           | Bezeichnung                                                                                     | Lage                          | Datierung | Beschreibung | ID |
| ------------------------------ | ----------------------------------------------------------------------------------------------- | ----------------------------- | --------- | --- | -- |
| weitere Bilder Fotos hochladen | Evangelische Pfarrkirche „St. Nikolai“ mit künstlerischer Ausstattung, Kirchhof und Einfriedung | (Karte)                       |           | Architekt: Johann Erhard Straßburger, 1729/30 erbaut                                                                                      |    |
| BW                             | Friedhofskapelle                                                                                | Friedhofstraße o. Nr. (Karte) |           | |    |
| Fotos hochladen                | Pfarrhaus mit Pfarrgarten und zwei Scheunen                                                     | Pfarrstraße 5 (Karte)         |           | |    |
| Fotos hochladen                | ehemaliger Siedelhof                                                                            | Pfarrstraße 8 (Karte)         |           | Vierseithof, von dem die beiden nach Süden ausgerichteten Seiten nachträglich als (unansehnliche) Backsteinbauten später angebaut wurden. |    |

## Töpfleben
| Bild                           | Bezeichnung          | Lage    | Datierung | Beschreibung                                                                        | ID |
| ------------------------------ | -------------------- | ------- | --------- | ----------------------------------------------------------------------------------- | -- |
| weitere Bilder Fotos hochladen | Dorfkirche Töpfleben | (Karte) |           | Evangelische Lutherkapelle mit künstlerischer Ausstattung, Kirchhof und Einfriedung |    |

## Uelleben
| Bild                           | Bezeichnung                                                                                      | Lage                         | Datierung | Beschreibung | ID |
| ------------------------------ | ------------------------------------------------------------------------------------------------ | ---------------------------- | --------- | ------------ | -- |
| weitere Bilder Fotos hochladen | Evangelische Pfarrkirche „St. Johannes“ mit künstlerischer Ausstattung, Kirchhof und Einfriedung | (Karte)                      |           |              |    |
| Fotos hochladen                | ehemaliges Gutshaus mit Wirtschaftsgebäuden (Rittergut)                                          | Boilstädter Straße 2 (Karte) |           |              |    |

## Bodendenkmale
| Bild | Bezeichnung              | Lage | Datierung | Beschreibung | ID |
| --- | ------------------------ | --- | --------- | --- | -- |
| [[Vorlage:Bilderwunsch/code!/O:!/C:50.931692,10.734972!/D:Gemarkung Gotha, Flur 34, Flurstück 33, Flur 35, Flurstück 677/20 Auf dem Seeberg, Grabhügel!/\|BW]] | Grabhügel                | Gemarkung Gotha, Flur 34, Flurstück 33, Flur 35, Flurstück 677/20 Auf dem Seeberg (Karte)                                         |           | |    |
| Fotos hochladen | Schwedenschanze          | Gemarkung Gotha, Flur 26/6, Flurstück 355 (Karte)                                                                                 |           | Bewaldete rechteckige Wallanlage mit abgerundeten Ecken auf dem westlichen Krahnberg, an der Frankfurter bzw. Eisenacher Straße (Via Regia); laut örtlicher Überlieferung während des 30-jährigen Krieges durch die Schweden errichtet. |    |
| Fotos hochladen | Bildstock                | Gemarkung Gotha, Flur 19, Flurstück 434 (Karte)                                                                                   |           | Bildstock mit leeren Nischen an drei Seiten, vierte Seite unbearbeitet. |    |
| BW | Grabhügel                | Gemarkung Gotha, Flur 36, Flurstück 1070 (Karte)                                                                                  |           | |    |
| Fotos hochladen | Steinkreuz               | Gemarkung Gotha, Flur 21, Flurstück 45/40 Gotha, Am Steinkreuz (Siedlung Mittelhausen), an einem rückwärtigen Gartenzaun. (Karte) |           | Aus Sandstein gehauenes Lateinisches Kreuz, ohne größere Beschädigungen. |    |
| Fotos hochladen | Grabhügel, Gerichtshügel | Gemarkung Gotha, Flur 28, Flurstücke 64, 64/9002 In der Nähe der Kindleber Straße beim Abzweig nach Bufleben. (Karte)             |           | Ovaler bewaldeter Hügel an der Nordostseite der Kleinsiedlung Kindleben. Wird auch als zeitweiser Standort einer Warte oder Turmhügelburg gedeutet.                                                                                     |    |
| Fotos hochladen | Bildstock                | Gemarkung Gotha, Flur 37, Flurstück 221 (Siebleben, Riedgasse, am Ende der asphaltierten Strecke) (Karte)                         |           | Bildstock mit 1 leeren Nische |    |
| BW | Bodendenkmal             | Gemarkung Gotha / Flur 8 / Flurstück(e) 185; Gemarkung Wandersleben / Flur 8 / Flurstück(e) 186 (Karte)                           |           | Steinkreuz, am östlichen Ortsrand, leicht hervortretend eingefügt in die Innenseite (Westsüdwestseite) der östlichen Friedhofsmauer, 5 m südlich der Nordmauer                                                                          |    |
| BW | Bodendenkmal             | Gemarkung Gotha / Flur 10 / Flurstück(e) 12/3, 5 (Karte)                                                                          |           | Wegesperre mit Wall und 2 Gräben, Mordgarten, Südl. vom Ort, nördlicher Hangfuß des Burgberges |    |